# Nokia 110
Il Nokia 110 (Nokia 110 (2012) per distinguerlo dal Nokia 110 (2019)) è un feature phone della Nokia prodotto da giugno 2012 e non più in produzione.

## Caratteristiche tecniche
Il Nokia 110 è un telefono cellulare basico con form factor candybar, misura 110 x 46 x 14.5 millimetri, pesa 80 grammi, è costruito in policarbonato ed era presente in quattro colorazioni (bianco, magenta, verde lime e ciano). Lo schermo è un TFT a 65.000 colori, da 1,8 pollici di diagonale e con una risoluzione di 128 x 160 pixel. Non è sensibile al tocco. Ha soli 10 MB di memoria interna, ma espandibile tramite microSDHC. Le sue funzionalità si limitano principalmente ad inviare e ricevere chiamate (anche registrabili), SMS, MMS, email, memorizzare fino a 1000 contatti in rubrica, sono presenti inoltre radio FM, orologio digitale, calcolatrice, convertitore, calendario, promemoria vocali, fotocamera posteriore VGA (con registrazione video 176x144@15fps), Bluetooth 2.1 con EDR, supporto a giochi Java, lettore MP3 ed MP4/H.264. È presente l'ingresso per jack audio da 3.5 mm e l'ingresso per la ricarica della batteria agli ioni di litio removibile da 1020 mAh che alimenta il dispositivo. Quest'ultima ha una durata dichiarata in chiamata fino a 10 ore e mezza ed in standby fino a 26,5 giorni. Il costo del dispositivo nel 2012 era di circa 40 euro ed è dual SIM.

### Nokia 111
A settembre 2012 viene rilasciato il Nokia 111, dispositivo identico al 110 tranne che per la presenza di una batteria BL-5CB da 800 mAh (al posto della BL-5C da 1020 mAh), per la presenza del quad-band e per l'assenza del dual SIM.

### Nokia 112
Sempre a settembre 2012 viene rilasciato anche il Nokia 112, dispositivo molto simile al 110, dal quale differisce per le dimensioni e il design leggermente differenti, per i 16 MB anziché 10 di memoria interna, per le diverse colorazioni e per la batteria BL-6C da 1.400 mAh, che consente un'autonomia dichiarata di fino a 14 ore in chiamata e fino a 35 giorni in standby.

### Nokia 113
Sempre a settembre 2012 viene rilasciato il Nokia 113, dispositivo identico al 110 tranne che per il design leggermente diverso, per la presenza di una batteria BL-5CB da 800 mAh (al posto della BL-5C da 1020 mAh), per la presenza di 16 MB anziché 10 di memoria interna e per l'assenza del dual SIM.

### Nokia 114
A dicembre 2012 viene rilasciato il Nokia 114, dispositivo molto simile al 110, dal quale differisce per le dimensioni e il design leggermente differenti, per i 16 MB anziché 10 di memoria interna, per la porta microUSB 2.0 e per il supporto ad app SNS.

### Nokia 109
A dicembre 2012 viene rilasciato il Nokia 109, dispositivo molto simile al 110, dal quale differisce per il design della tastiera rivisto, per l'assenza di fotocamera e Bluetooth ma per la presenza di 64 MB di memoria interna espandibile, del lettore WMV/H.263 e del supporto ad applicazioni SNS. La batteria è una BL-5CB da 800 mAh, con un'autonomia dichiarata di 7 ore e 40 minuti in chiamata e di 33 giorni in standby.